# Вівейро
Вівейро (гал. Viveiro, ісп. Vivero) — місто і муніципалітет в Іспанії, у складі автономної спільноти Галісія, у провінції Луго. Населення — 16 238 осіб (2009).
Місто розташоване на відстані близько 480 км на північний захід від Мадрида, 70 км на північ від Луго.
Муніципалітет складається з таких паррокій: Селейро, Чавін, Ковас, Фаро, Гальдо, Ландрове, Магасос, Сан-Педро-де-Вівейро, Санто-Андре-де-Бойменте, Валькаррія, В'єйро, Вівейро.

## Демографія
Динаміка населення (INE ):

## Галерея зображень

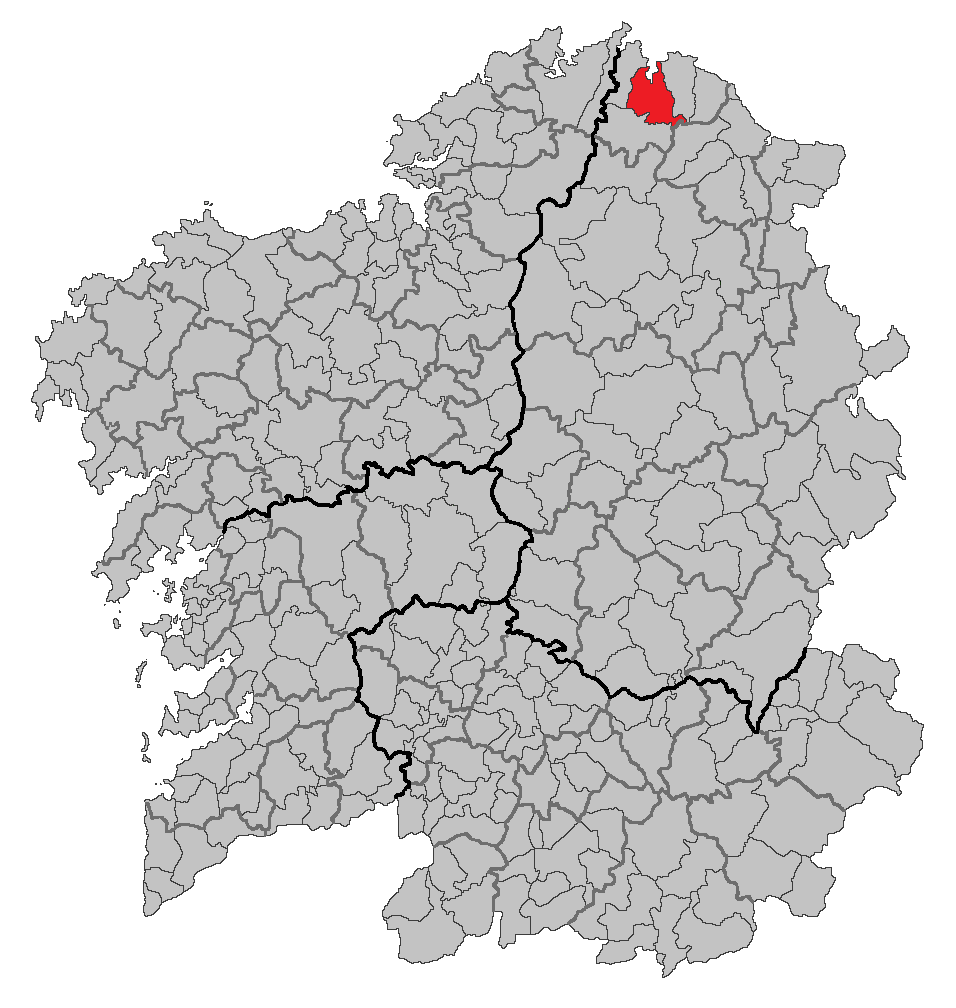
Розташування муніципалітету
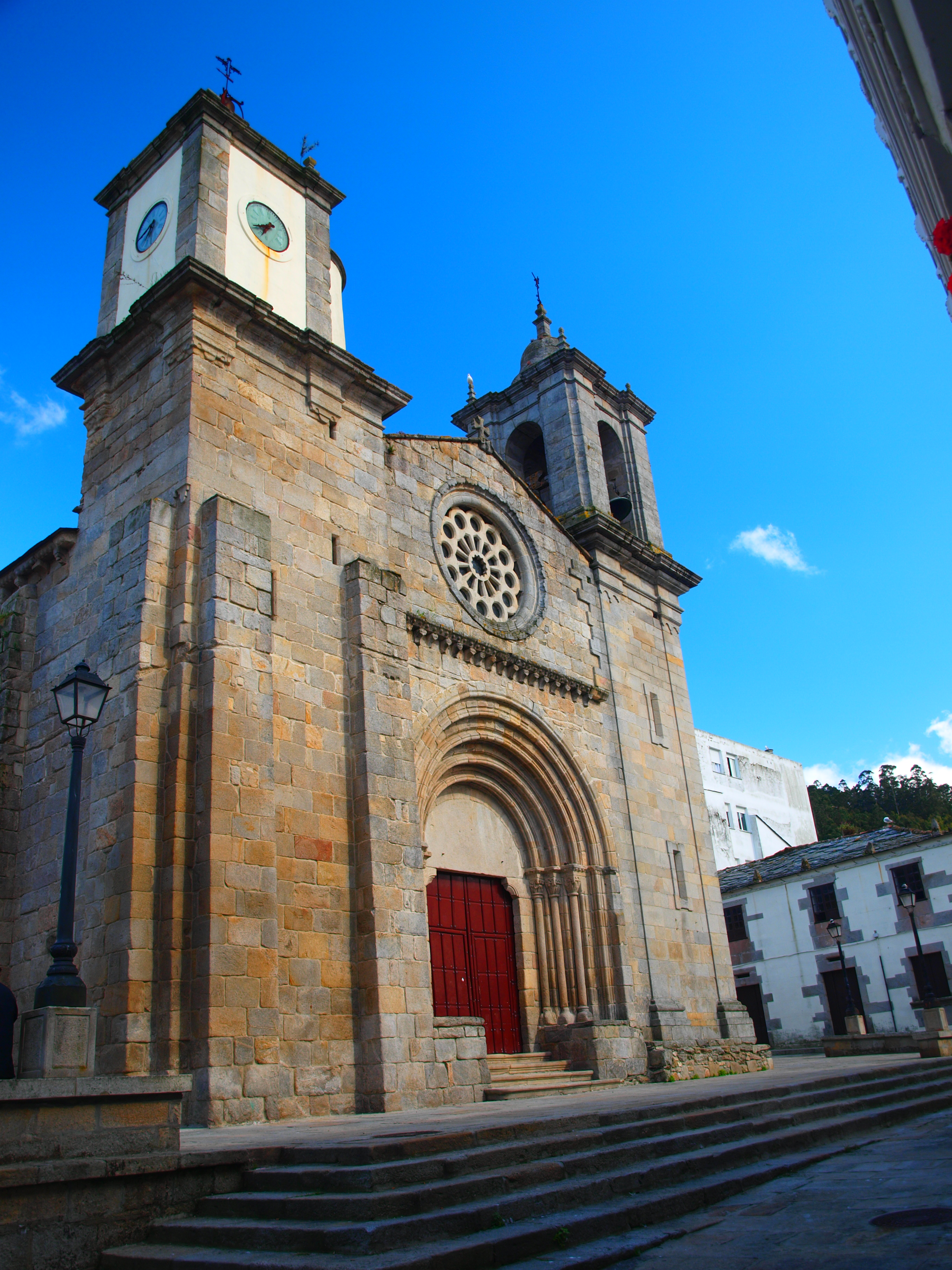
Церква Санта-Марія-дель-Кампо
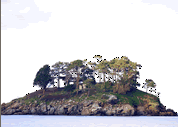
Острів Ареа

## Парафії
Муніципалітет складається з таких парафій: 

## Релігія
Вівейро входить до складу Лугоської діоцезії Католицької церкви.